# جامعة جرينلاند
جامعة سيرمرسوك هي جامعة تقع جرينلاند بالدنمارك ببلدية سيرمرسوك وتعتبر الجامعة الوحيدة بالمدينة.

## وصلات خارجية
- الموقع الرسمي